# 요제프 필라테스
요제프 후베르투스 필라테스(독일어: Joseph Hubertus Pilates, 1883년 12월 9일 ~ 1967년 10월 9일)는 독일의 스포츠 지도자로 신체 단련 운동 필라테스(생전 조셉은 자신의 운동법을  '컨트롤로지(Contrology)'라고 불렀다)를 개발한 인물로 잘 알려져 있다.
-조셉은 독일 '묀헨 글 라트 바흐'에서 태어났고, '뉴욕'에서 사망.
-아버지는 금속 노동자이자 체조선수. 어머니는 주부.
-어린시절 병약하여, 천식, 구루병 및 류마티스 열병으로 고통을 겪음.
-어린시절 아버지에 의해 체조를 배우고, 복싱과 같은 운동을 하였음.
-1912년 영국으로 이주, 프로복서, 서커스단원, 자기방어 트레이너로 생활.
-제 1 차 세계대전 당시, 다른 독일 시민들과 같이 '랭커스터 성'에 구금됨.
-그 안에서 레슬링과, 자기방어술을 가르쳤으며, 나중에 '컨트롤로지(Contrology)'가 된 매트 운동의 최소 장비 시스템을 개선하고 가르치기 시작.
-1918년 인플루엔자가 유행했을때, 이 외국인 수용소에서는 인플루엔자로 사망한 사람이 단 한명도 없었음.
-그 후 '맨'섬의 놉칼로(Knockaloe)에 있는 다른 수용소로 옮겨짐.
- 무의식적인 휴식 시간에 그는 자신이 '컨트롤로지(Contrology)'라고 불렀던 포괄적인 신체 운동 시스템에 대한 개념을 집중적으로 개발하기 시작. 요가와 동물의 움직임을 연구하고 피트니스와 운동에서 동료 수련생을 훈련시킴.
-이곳에서 전쟁으로 부상당한 사람들의 재활을 돕게됨.
-환자들이 침대에 누워 있는 동안 저항운동을 할 수 있게 침대 끝에 스트링을 달아 실험을 시작했고, 효과를 보이기 시작함.
-이때 4개의 기둥과 스프링, '행잉바(Hanging-Bar)'가 있는 침대인 '캐딜락(Cadillac)'과 환자가 눕고, 앉고, 설 수 있는 스프링을 설치한 슬라이딩 침대인 '유니버셜 리포머(Universial Reformer)'를 개발함.
-제1차 세계대전 후 그는 독일로 돌아와 '루돌프 라반(Rudolf Laban)' 과 같은 춤과 신체 운동의 중요한 전문가들과 협력.
-함부르크에서는 경찰을 훈련시킴.
-1925년 독일 권투선수 '맥스 슈멜링(Max Schmeling)'의 트레어너로 함께하며 미국으로 이주.
-배를 타고 미국으로 건너간 그는 미래의 아내인 간호사 '클라라(Clara)'를 만남.
-뉴욕시에 클라라와 함께 스튜디오를 설립.
-1934년 그의 운동법에 대한 이야기를 쓴 '당신의 건강 (Your Health)' 을 출판.
-뉴욕시에 있는 자신의 스튜디오에서 학생들을 직접 가르침. 
-몸을 균형있게 유지하고 척추를 지원하는 데 도움이 되는 핵심적인 자세 근육에 집중, 근육을 제어 하는 정신의 사용을 장려 'Contrology'. 호흡에 대한 인식을 가르치고, 척추의 정렬, 깊은 호흡으로 몸통과 복부 근육을 강화.
-이때 조셉의 도움을 많이 받고, 친해지게 된 인사들이 무용계의 인사들.
-론 플레처(Ron Fletcher), 테드 숀(Ted Shawn), 하니야 홀름(Hanya Holm), 마사 그레이엄(Martha Graham), 조지 발란신(George Balanchine)등 과 친해짐.
-1945년 밀러(W.J.Miller)와 공동 집필한 두번째 책 '조절학을 통한 일상으로의 복귀(Return to Life Through Contrology)' 을 출판.
-1967년 조셉이 사망할때 쯤 그의 운동법에 근거한 많은 스튜디오들이 문을 열어 미국 무용계의 광범위한 수요를 충족시킴.

-클라라는 조셉 사후에도 1977년까지 스튜디오를 운영함.